# Hurt (Wirginia)
Hurt – miasto w Stanach Zjednoczonych, w stanie Wirginia, w hrabstwie Pittsylvania. Według spisu ludności z 2010 roku, liczba ludności wynosiła 1304.

## Nazwa
Miasto nosi nazwę Johna L. Hurta, Jr. (1887 – 1964), był on lokalnym prawnikiem i posiadaczem ziemskim, znany lokalnie ze swojej działalności filantropijnej.

## Położenie
Hurt położone jest w południowo-środkowej części stanu Wirginia, oraz na północnym skraju hrabstwa Pittsylvania. Miasto oddzielone jest od Altavista, w hrabstwie Campbell, rzeką Roanoke. Miasto przecina Route 29. W najbliższej okolicy znajduje się Pittsylvania Wayside Park, wielkości 53 akrów.

## Ludzie związani z Hurt
Stacy Compton – amerykański kierowca wyścigowy